# 芝加哥劇院
芝加哥劇院（英語：Chicago Theatre），舊稱為巴拉班和卡茨芝加哥劇院（英語：Balaban and Katz Chicago Theatre），是位於美國伊利諾州芝加哥盧普區州街上的一座劇院和地標性建築物。劇院建造於1921年，當時乃由A. J. Balaban和Barney Balaban兄弟及其合夥人Sam Katz 所成立的巴拉班和卡茨劇院（Balaban and Katz，B&K）旗下的旗艦劇場。1925至1945年間，芝加哥劇院與巴拉班和卡茨旗下其他劇院壟斷了當時的劇院市場。現在，芝加哥劇院由麥迪遜廣場花園公司擁有及營運，並作為一個熱門的表演藝術場地，可用作表演話劇、舞蹈、歌劇、音樂劇、魔術、雜技、演講等項目。
芝加哥劇院的建築物於1979年6月6日被納入美國國家史蹟名錄，並於1983年1月28日被官方列為芝加哥地標。獨特的芝加哥劇院大門罩是“城市的非正式象徵”，經常出現在電影、電視、藝術品和攝影作品中。

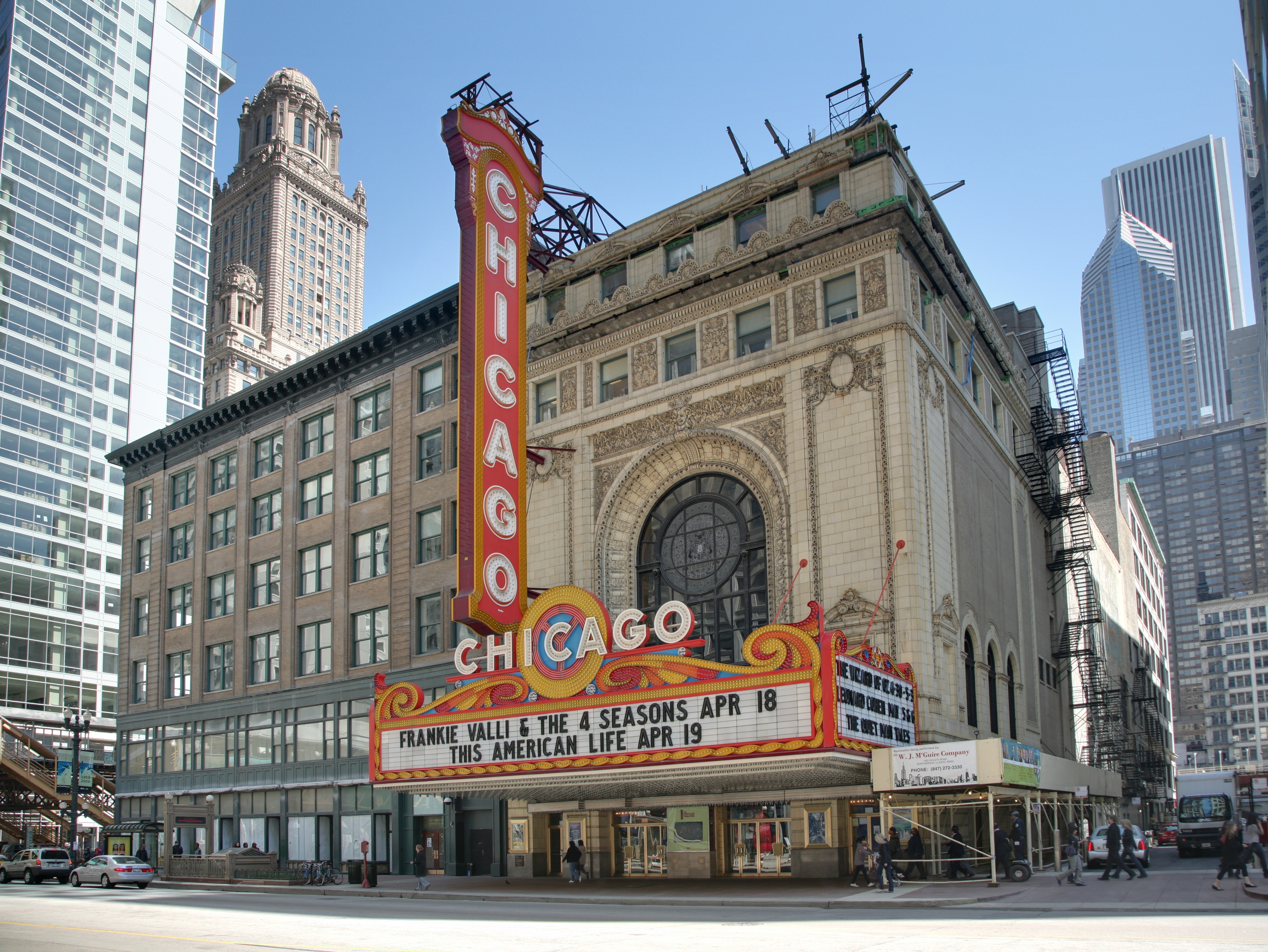
芝加哥劇院及其位於州街的周邊建築，攝於2009年。